# Трогоны
Трогоны (лат. Trogon) — род тропических птиц из семейства трогоновых (Trogonidae).

## Внешний вид
Они имеют большие глаза, толстый крючковатый клюв, короткие крылья и длинный, прямоугольный хвост. Проявляют выраженный половой диморфизм. Самки обычно окрашены скромнее самцов. Яйца голубые или голубовато-белые.

## Ареал
Представители рода обитают в лесах и редколесьях Центральной и Южной Америки от Аризоны до Аргентины.

## Классификация
Международный союз орнитологов включает 23 видов:
- Trogon clathratus Salvin, 1866 — Ястребинохвостый трогон
- Trogon massena Gould, 1838 — Аспиднохвостый трогон
- Trogon comptus J. T. Zimmer, 1948 — Синехвостый трогон
- Trogon mesurus (Cabanis & Heine, 1863)
- Trogon melanurus Swainson, 1838 — Чернохвостый трогон
- Trogon melanocephalus Gould, 1836
- Trogon citreolus Gould, 1835 — Сероголовый трогон
- Trogon chionurus P. L. Sclater & Salvin, 1871
- Trogon bairdii Lawrence, 1868 — Трогон Бэрда
- Trogon viridis Linnaeus, 1766 — Белохвостый трогон
- Trogon caligatus Gould, 1838
- Trogon ramonianus Deville & Des Murs, 1849
- Trogon violaceus J. F. Gmelin, 1788 — Фиолетовый трогон
- Trogon curucui Linnaeus, 1766 — Синешапочный трогон
- Trogon surrucura Vieillot, 1817 — Трогон-суруку
- Trogon tenellus Cabanis, 1862
- Trogon cupreicauda (Chapman, 1914)
- Trogon rufus J. F. Gmelin, 1788 — Черногорлый трогон
- Trogon chrysochloros Pelzeln, 1856
- Trogon elegans Gould, 1834 — Медный трогон
- Trogon mexicanus Swainson, 1827 — Горный трогон
- Trogon collaris Vieillot, 1817 — Ошейниковый трогон
- Trogon personatus Gould, 1842 — Масковый трогон

Ещё один вид, Trogon muriciensis Dickens, Bitton, Bravo & Silveira, 2021, выделен, но пока не признан большинством систематиков.